# 和田文夫
和田 文夫（わだ あやお、1929年7月16日 - 2010年9月6日）は、日本の男性俳優、声優、舞台制作者。元テアトル・エコー代表取締役社長。
旧芸名は、和田 文雄（読みは同じ）。東京府出身。

## 来歴
東京農工大学農学部卒業。
1946年11月、薔薇座に入団。 『東京哀詩』の浮浪児収容所係員役が初舞台。1948年5月に薔薇座を退団。1954年9月、劇団東芸に入団し、1956年8月まで所属、同年9月にテアトル・エコー入団。1967年から1992年までテアトル・エコー社長。
2010年9月6日、肺炎のため東京都板橋区の病院で死去。81歳没。

## 後任
和田の死後、持ち役を引き継いだのは以下の通り。
- 飯塚昭三：キングダークの声（劇場版『オーズ・電王・オールライダー レッツゴー仮面ライダー』）

## 出演作品

### テレビドラマ
- ダイヤル110番 第60話「暗い運転席」（1958年、NHK）
- スリラー劇場 夜のプリズム 第40話「妻を殺す」（1959年）
- 東芝土曜劇場 「赤いすずらん」（1960年）
- 銭形平次（フジテレビ）
  - 第9話「兄弟ふたり」（1966年） - 仙造
  - 第196話「木枯しの女」（1969年） - 権次
- 鬼平犯科帳（NET・東宝）
  - 第1シリーズ 第37話「おみね徳次郎」（1970年） - 佐倉の吉兵衛
  - 第1シリーズ 第64話「女の一念」（1970年） - 鎌吉
  - 第2シリーズ 第20話「裏道の男たち」（1972年） - 音羽の半右衛門（二代目）
- 青春太閤記 いまにみておれ! 第9・10・13話（1970年、日本テレビ）
- 天を斬る 第22話「春の祈り」（1970年、NET） - 守
- ターゲットメン 第6話「東京タワー大爆発」（1971年、NET） - 中野金融社長
- 天皇の世紀（1971年、NET） - 毛利慶親
- 必殺シリーズ（ABC / 松竹）
  - 必殺仕掛人 第23話「おんな殺し」（1972年） - 遊び人
  - 暗闇仕留人 第18話「世のためにて候」（1974年） - 牢役人
- 木枯し紋次郎 第2シリーズ 第17話（1972年、フジテレビ）
- 太陽にほえろ! 第72話「海を撃て!!ジーパン」（1973年、日本テレビ）
- 雑居時代（1973年 - 1974年、日本テレビ） - 東和毛織専務・栗山信の上司
- 水戸黄門 第4部 第21話「泥棒にされた黄門さま・一ノ関」（1973年、TBS）
- 幡随院長兵衛お待ちなせえ 第23話「拐（かどわ）かされた女」（1974年、NET）
- 傷だらけの天使 第18話「リングサイドに花一輪を」（1974年、日本テレビ）
- 大盗賊 第5話「用心棒で稼げ!」（1974年、フジテレビ）
- 鏡の中の顔（1974年、日本テレビ）
- 伝七捕物帳 第81話「罠を斬った包丁」（1975年、日本テレビ）
- 俺たちの旅 第2話「男はどこか馬鹿なのです」（1975年、日本テレビ）

### 映画
- こぶしの花の咲くころ（1956年） - 大沢
- 嫁ぐ日（1956年） - 義樹
- 蟻の街のマリア（1958年） - 中東新聞記者
- 胸の中の火（1961年） - 坂井
- 日本沈没（1973年） - 対策本部オペレーター
- 股旅（1973年） - 壺振り
- ゴルゴ13（1973年） - ワインの声
- 必殺仕掛人 春雪仕掛針（1974年）
- 東京湾炎上（1975年）

### 舞台
- 東京哀詩（1947年、劇団薔薇座） - 浮浪児収容所係員[5]
- 堕胎医（1947年、劇団薔薇座） - 精神病院係員[9]
- 若きこころの群像（1948年、劇団薔薇座） - 永井[10]
- 夜が追ってくる（1959年、テアトル・エコー） - 瀬田部長[11]
- レースの鎧（1964年、テアトル・エコー） - 大久保良[12]
- 珍訳聖書（1973年、テアトル・エコー） - 本物の支配人[13]

### 吹き替え

#### 俳優
シャルル・ボワイエ
- おしゃれ泥棒（ベルナード・ソルネ）
- 邂逅（ミシェル・マルネー）
- 幸福への招待（アンリ・ドロルメル）※ゴールデン洋画劇場版
- ザ・ローグス〜泥棒貴族（マルセル・サンクレール）
- 女優ナナ（ムッファ伯爵）
- すべてをアナタに（ミシェル・ブラール弁護士）
- 大盗賊（ドミニク）
- 007 カジノロワイヤル（ルグラン）※日本テレビ版
- 東方の雷鳴（シン首相）
- 裸足で散歩（ベラスコ）

#### 洋画
- アパートの鍵貸します ※NET版
- 愛情は深い海のごとく（ウィリアム・コリヤー卿〈エムリン・ウィリアムズ〉）
- アラブの盗賊（カシム〈アンリ・ビルベール〉）
- 赤い谷（クロウショウ〈トム・タリー〉）
- いのち短かし（トニー・スタントン〈デヴィッド・ニーヴン〉）
- カスター将軍の最後（リーノ少佐〈ジョセフ・コットン〉）
- カサブランカ（ルノー署長〈クロード・レインズ〉）
- 華麗なるダイヤモンド強奪（ベンソン）
- 荒野のプロ・ファイター
- 白銀は招くよ!（市長〈ジョー・ストッケル〉）
- 007/カジノ・ロワイヤル（ルグラン〈シャルル・ボワイエ〉）※日本テレビ版
- 10月のミサイル（ジョージ・W・ボール国務次官、ジェームズ・W・フルブライト、カーチス・ルメイ大将）
- 頭上の敵機（カイザー大尉〈ポール・スチュアート〉）
- ダンケルク（ピエルソン〈ジャン＝ピエール・マリエル〉）
- 太平洋の虎鮫（トビン提督〈チャールズ・メレディス〉）、機関兵曹）
- 太陽に向って走れ（ブラウン〈トレヴァー・ハワード〉）※NET版
- 二重の鍵（アンリ・マルク〈ジャック・ダクミヌ〉）
- ピクニック ※NET版
- 避暑地の出来事（バート・ハンター〈アーサー・ケネディ〉）
- 幻の惑星（ラースフィールド大佐）

#### 海外ドラマ
- アウター・リミッツ（ウィリアム・キャンベル）
- 宇宙大作戦（マーブ〈マイケル・ダンテ〉）
- FBIアメリカ連邦警察（アーサー・ウォード部長〈フィリップ・アボット〉）
- 奥さまは魔女 ※第33・88・91・172話
- コンバット! #104（コプケ）
- スパイ大作戦（ヤン・ヴォーニッツ〈ミルトン・セルツァー〉、トーマス・アヴィラ〈アイヴァー・バリー〉、司教）
- ピート・デュエル / 西部二人組（マイルス・パーカー〈モーリス・ヒル〉）
- 逃亡者（#1 エド〈ブライアン・キース〉、#16 探偵アングストローム〈エドワード・ビンス〉、#49 弁護士バリンジャー〈ハリー・タウンズ〉）
- プリズナーNo.6（No.2〈クリフォード・エバンス〉）

#### 人形劇
- サンダーバード（ボブ・グレイ）

### 特撮
- 忍者部隊月光（1965年） - 第96・97話：ヤーク代表
- ウルトラセブン（1967年） - 第48・49話：セブン上司の声
- 仮面ライダーX（1974年） - キングダークの声
  - 五人ライダー対キングダーク（1974年）※OP表記は「和田久夫」
- ダイヤモンド・アイ（1974年） - 第12・13話：湯浅博士

### テレビアニメ
- 鉄腕アトム (アニメ第1作)（1963年） - ヒゲオヤジ〈2代目〉
- ジャングル大帝（1965年） - オイボーレ
- 海底少年マリン（1969年） - ゾルグ
- アニメンタリー 決断（1971年）

### 劇場アニメ
- パンダコパンダ（1972年） - 動物園の園長さん[14]
- パンダコパンダ 雨ふりサーカスの巻（1973年） - サーカスの団長さん[15]

### ラジオドラマ
- KR空中劇場「はるかなる太陽系」（1960年）

## 舞台制作作品
- 表裏源内蛙合戦（1970年）[16]
- 道元の冒険（1971年）[17]
- マリリン・モンロー（1972年）[18]
- じゃがいも（1972年）[19]